# Disperis nemorosa
Disperis nemorosa là một loài thực vật có hoa trong họ Lan. Loài này được Rendle mô tả khoa học đầu tiên năm 1895.